# Hajmássy Ilona
Hajmássy Ilona, külföldön Ilona Massey (Budapest, 1910. június 16. – Bethesda, Maryland, Amerikai Egyesült Államok, 1974. augusztus 20.) magyar színésznő, koloratúr szoprán operaénekes, televíziós előadó. Művészetének elismerése, hogy egyike azon magyaroknak, akik csillagot kaptak a Hollywoodi hírességek sétányán.

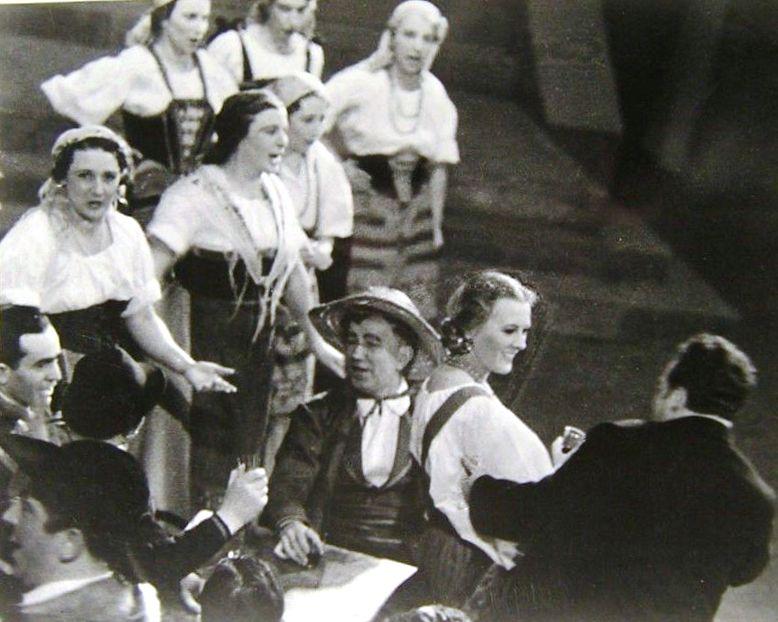
A Staatsoper színpadán

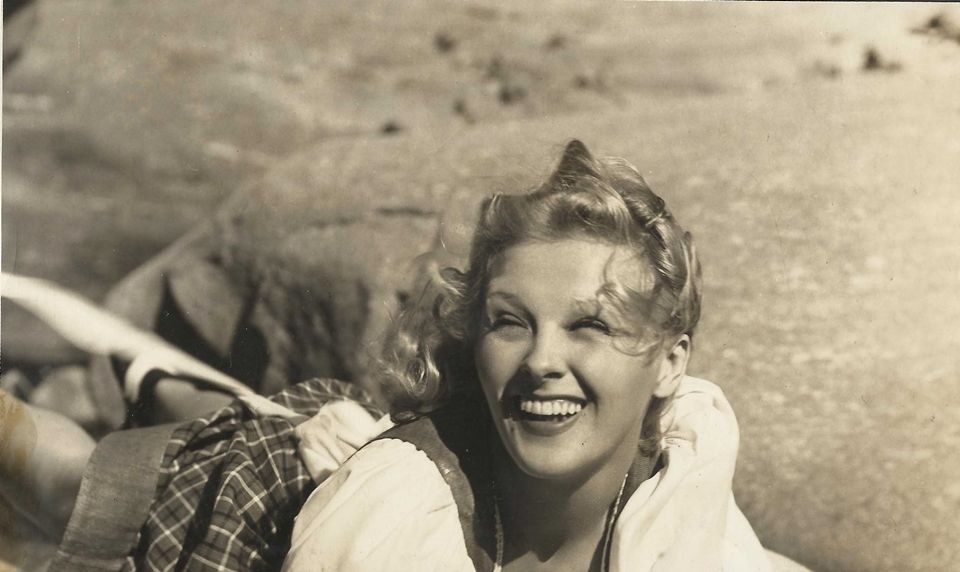
1939-ben

## Élete
Édesapja Hagymási Ferenc (1882–1944), édesanyja, Kis Lídia (1879–1958) tősgyökeres nagykőrösiek. Lányuk születésekor Budapesten laktak. Ilonát az első világháború után Hollandiába vittek egy gyermeknyaraltatási akcióban. Kint megtanult hollandul. Mire hazatért úgyszólván elfelejtett magyarul, néhány hónap után azonban már ismét anyanyelvén beszélt.
Beadták tanonclánynak egy belvárosi varrodába. Két év múlva varrónő szakmunkás lett. 1927-ben női szabónak minősítették, azonban a megszerzett szakmájában nem dolgozott, hiszen álmai másfelé csábították. Nővérének férje alkalmazta fodrászatában. Nemsokára jelentkezett a Király Színházban Lázár Ödönnél, aki Zerkovitz Béla unszolására felvette görlnek havi hatvan pengő fizetésért. Ez szerény megélhetést jelentett a nélkülöző családnak. A színpadon a nevét Hajmássy Ilonára változtatta. Munkácsy Márton fényképész egyik alkalommal felvételeket készített a lányokról. Így lefotózta őt is. A kép a Színházi Életben jelent meg, de elküldte a legnagyobb berlini folyóiratnak is.
Szávozd Miklós Lajos jómódú földbirtokos meglátta a színésznő fényképét, és a család beleegyezése nélkül feleségül vette. A nőnek gondtalan életet biztosított volna, ha lemond a színészi pályáról, de erre ő nem volt hajlandó. Családja közbelépésére Szávozdnak el kellett válnia a feleségétől, ezt a férfi nem tudta elviselni és öngyilkos lett. Az asszony a rövid házasság ideje alatt jegyezte el igazán magát a művészettel. Pénzhez jutott, tanulni kezdett. Énektanárhoz járt és nyelvleckéket vett. A szomorú esemény után elment szerencsét próbálni Bécsbe. Zádor Jenő révén került a Volksoperhez, ahol a Toscában tűnt fel. Három hónappal később Weingartner Félix az Állami Operaházhoz szerződtette. Ebben az időben Németh Mária egyengette az útját, aki később is meghatározó szerepet játszott Ilona pályáján. Amikor megbetegedett, ő ajánlotta Hajmássy Ilonát Josephine császárné szerepébe.
Vasárnap délután nagy meglepetése volt a Városi Színház közönségének. A Josephine császárné volt kitűzve előadásra, a megbetegedett Németh Mária helyett - Hajmássy Ilonával a címszerepben. … A közönség szeme előtt úgyszólván percek alatt egy új operettprimadonna született meg, egy új Petráss Sárija és Péchy Erzsije a magyar színpadnak, aki szépségben és üdeségben, hangban és játékban méltó utódja ezeknek a felejthetetlen primadonnáknak. … Hajmássy Ilona tüneményes szőkesége, egyszerű, természetes beszéde, pompásan csengő, hajlékony és rendkívül kulturált hangja a nagy magyar primadonnára emlékeztet. … A Josephine császárné körüli bajok, Németh Mária megbetegedése és a színház kényszerhelyzete végül meghozták Hajmássy Ilonának azt, ami olyan régen esedékes: a kirobbanó sikert. De nemcsak a művésznőnek szerezte meg a véletlen ezt az ajándékot, hanem a pesti közönségnek is, amely oly régóta lesi az operett borús égboltozatán az új feltűnő csillagot. Hajmássy Ilona már megjelenésével és belépő áriájával meghódította a közönséget. Percekig tartott a taps az ária befejezése után. A közönség lelkesedése percről-percről fokozódott és a darab első részének a végén Hajmássy Ilonának számtalanszor meg kellett jelennie a függöny előtt, hogy megköszönje az ovációt.

## Amerikában
1937-ben Hajmássy Ilona Budapestről elutazott az amerikai filmvárosba, Hollywoodba. Kint szigorú diétára fogták.
1938-tól Ilona Massey néven a Metro-Goldwyn-Mayer, az United Artists és egyéb neves amerikai filmvállalatok produkcióiban szerepelt több mint tíz éven keresztül. A W. S. Van Dyke által rendezett Rosalie című filmben mutatkozott be a közönségnek, amely egy kollégiumi futballsztár és egy inkognitóban lévő balkáni hercegnő kalandjairól szól. Partnere volt Nelson Eddy, aki épp a pályája csúcsán járt, valamint Eleanor Powell táncos- és színésznő, akit „géppuska lábú lánynak” hívtak.
Második filmje, a zenés Balalajka hozta meg számára a nagy sikert, amelyet 1939-ben forgattak és Magyarországra is eljutott. Reinhold Schünzcel készítette az 1941-es Új bort és az 1944-es Tavaszi felhők az égen című produkciókat, amelyek Franz Schubert életét dolgozzák fel.
Az 1940-es évek elejétől Hajmássy kém-, és rémfilmekben is feltűnt, ilyen például az 1941-ben forgatott Nemzetközi hölgy. valamint a két ismert rém találkozását bemutató Frankenstein találkozik a Farkasemberrel, amely 1943-ban készült. Utóbbiban partnere a világhírű Lugosi Béla volt.
A második világháború alatt Hajmássy az antifasiszta harcban olyan módon vett részt, hogy a hangversenyeiből befolyt egymillió dolláros bevételt a Vöröskereszt számára ajánlott fel.
A háborút követően még sztárnak számított. Szerepelt Joe Pasternak Mexikói vakáció filmmusicaljében, több krimiben és westernben is. Az 1949-ben készült Szerelmi boldogságban a Marx fivérekkel, Chicóval, Gauchóval és Harpóval, valamint Marilyn Monroe-val játszott.
Hajmássy 1952-től csupán a televízióban szerepelt, show-műsorait 1954 november eleje és 1955 januárja között vetítették. Munkásságának elismerése, hogy egyike azon magyaroknak, akik csillagot kaptak a Hollywoodi hírességek sétányán (a táblán angolos neve, Ilona Massey áll).

## Az 1956-os forradalom idején
Az 1956-os forradalom idején tüntetéseket szervezett az USÁ-ban, ahol kiállt a forradalom eszméje mellett. Egy demonstráción, amelyet a Fehér Ház előtt tartottak, Donald S. Dawson tábornoknak petíciót nyújtott át. Eleinte nem voltak jó viszonyban egymással, ám még ugyanabban az évben összeházasodtak (a megözvegyült férj 2005-ben hunyt el). Mivel kiállt a forradalom mellett, ezután már nem térhetett haza Magyarországra, hiába kérvényezte.
Férjével együtt a Washington közelében fekvő Bethesdába költözött. Az Amerikában élő magyarokkal folyamatosan ápolta kapcsolatait, több rendezvényen is fellépett vagy védnökséget vállalt. 1974. augusztus 20-án rákban hunyt el. Halálát követően férje kiment a kőrösi református temetőbe, és Hajmássy Ilona hamvait édesapja sírjára szórta.

## Filmek
- 1935: Egy görbe nap (Der Himmel auf Erden)
- 1935: A Cirkusz hősei (Zirkus Saran)
- 1937: Rosalie
- 1939: Balalajka (Balalaika)
- 1941: Tavaszi felhők az égen (New Wine)
- 1941: International Lady
- 1941: Invisible Agent
- 1943: Frankenstein és a Farkasember (Frankenstein Meets the Wolf Man)
- 1946: Holiday in Mexico
- 1947: Northwest Outpost
- 1948: The Plunderers
- 1949: Love Happy
- 1950: The Magnavox Theatre (tévésorozat, egy epizód)
- 1951: Lux Video Theatre (tévésorozat, egy epizód)
- 1950–1951: Studio One (tévésorozat, 3 epizód)
- 1951: Cameo Theatre (tévésorozat, egy epizód)
- 1951: Faith Baldwin Romance Theatre (tévésorozat, egy epizód)
- 1952: Curtain Call(tévésorozat, egy epizód)
- 1952: Rendezvous (tévésorozat)
- 1954: The Colgate Comedy Hour (tévésorozat, egy epizód)
- 1954: The Ilona Massey Show (tévésorozat)
- 1958: The Further Adventures of Ellery Queen (tévésorozat, egy epizód)
- 1959: Jet Over the Atlantic

## Galéria

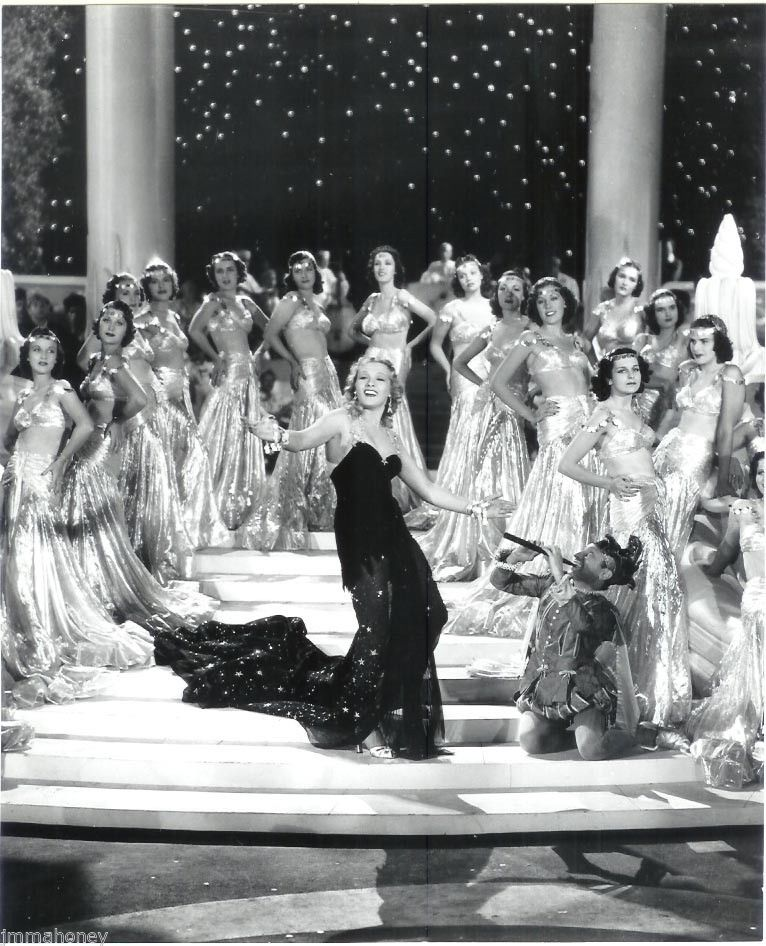
A Rosalie című filmben
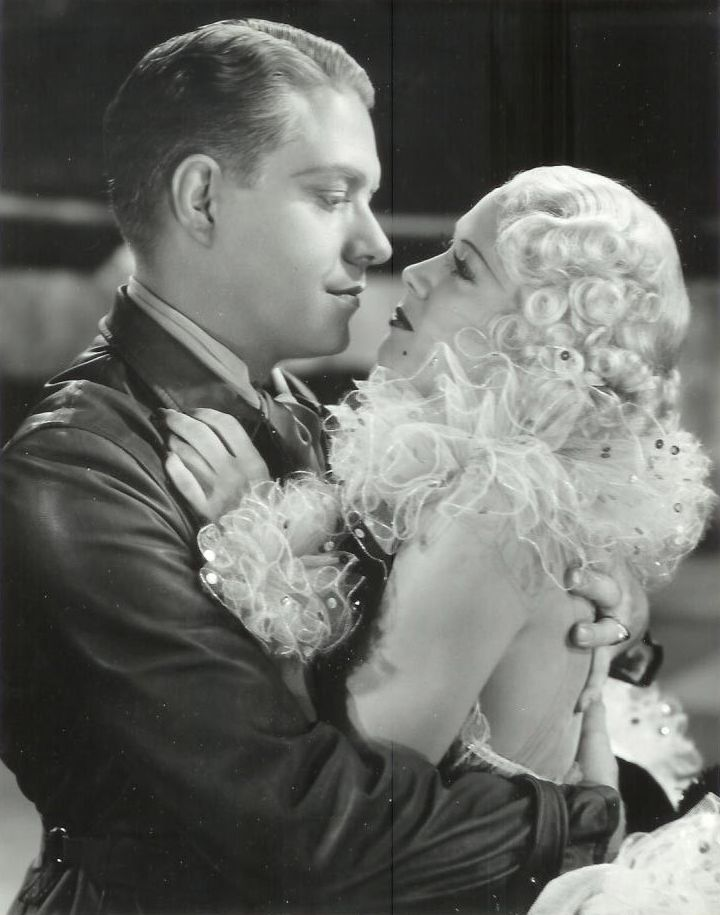
Nelson Eddyvel a Roselie című filmben
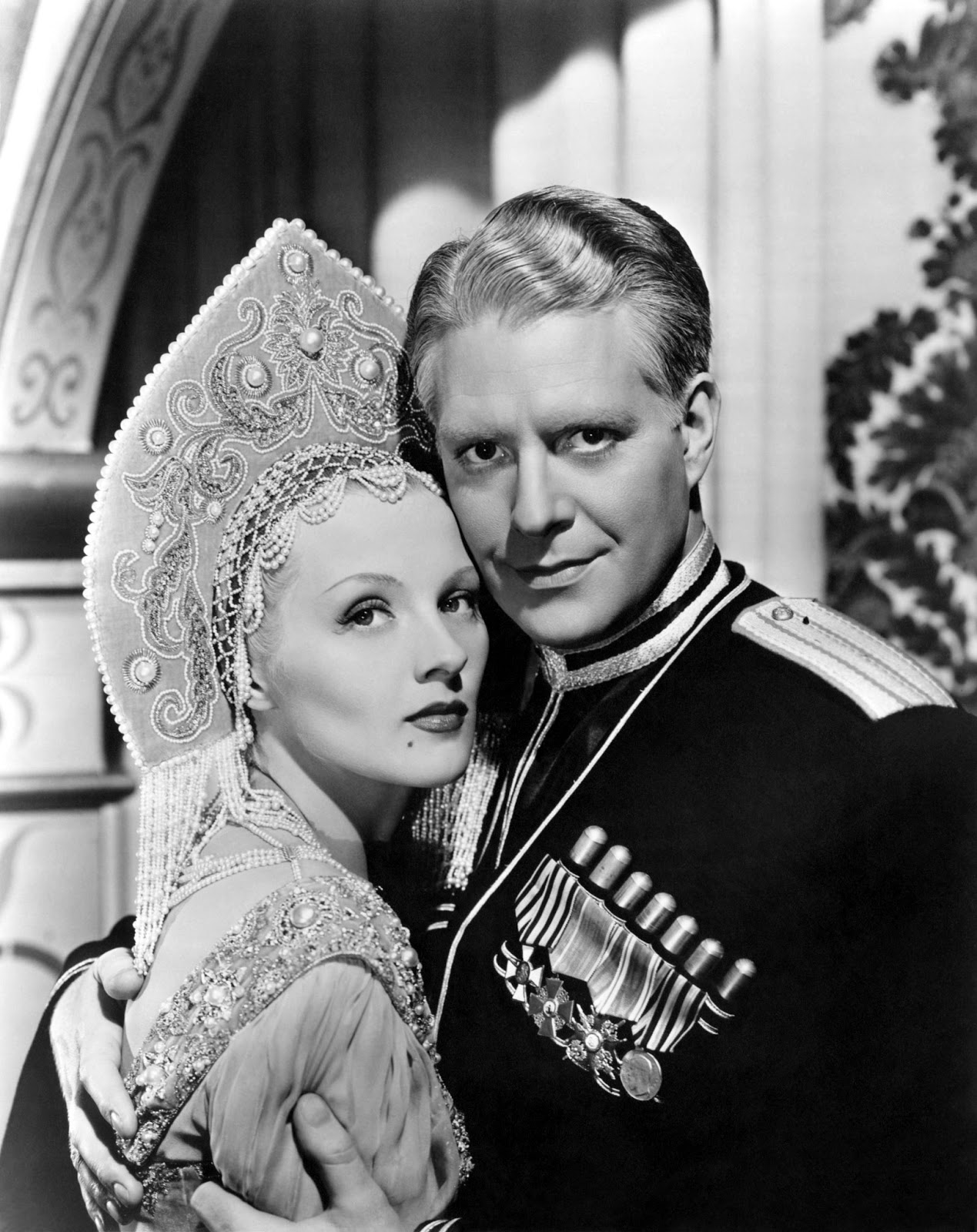
Nelson Eddyvel a Balalajka című filmben
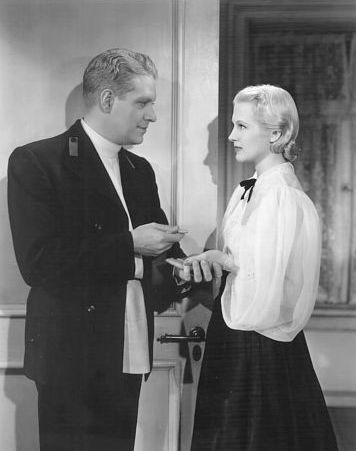
Nelson Eddyvel a Balalajka című filmben
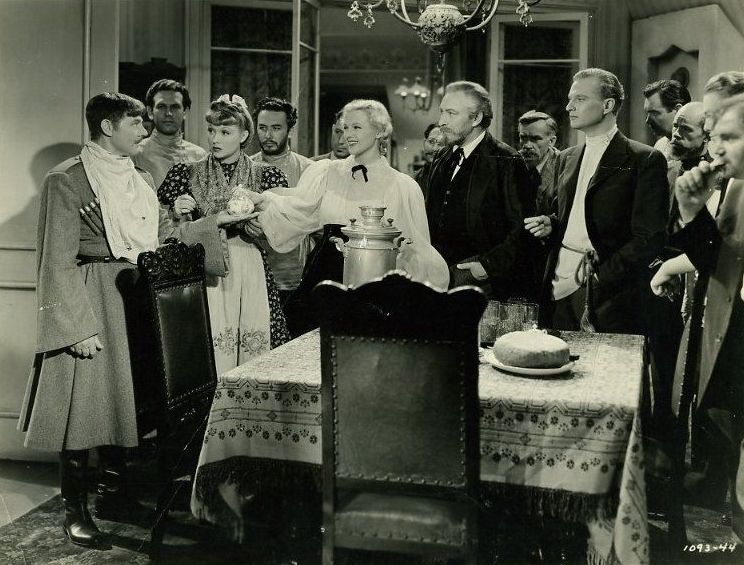
A Balalajka című filmben
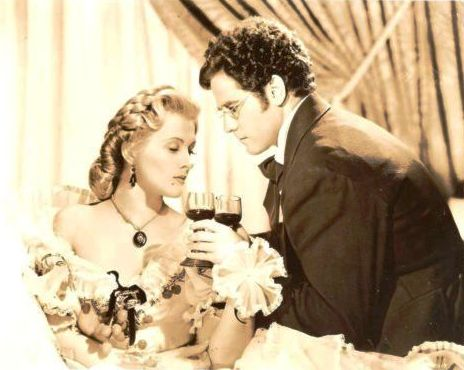
Alan Curtissal az Új bor című filmben
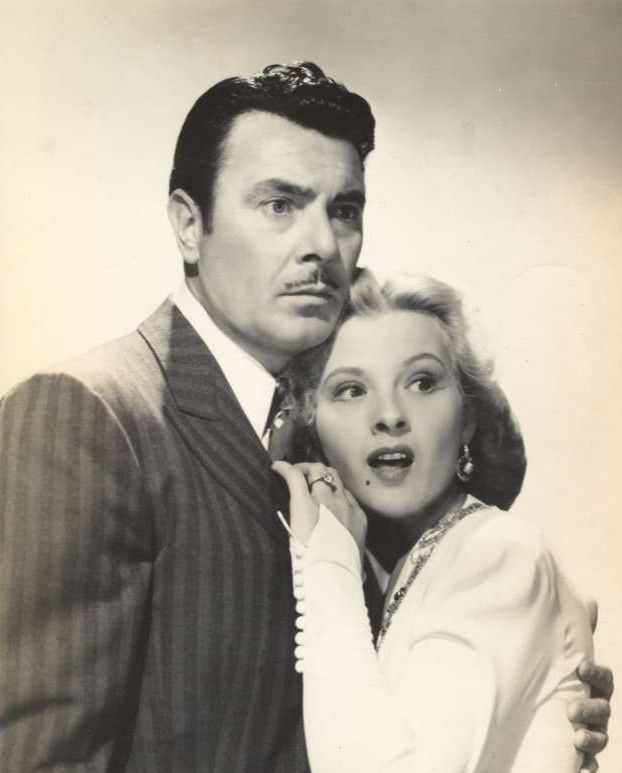
George Brenttel az International Lady filmben
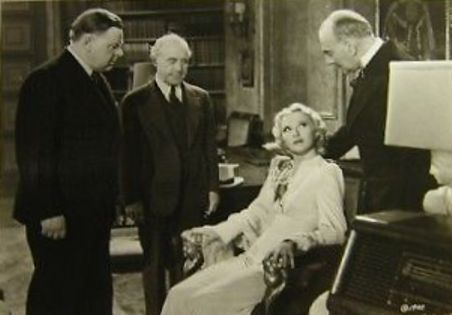
az International Lady filmben
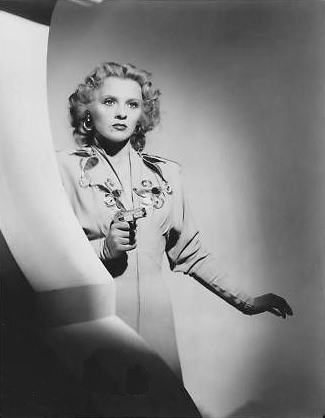
Az Invisible Agent filmben

## További információ
- Hajmássy Ilona a PORT.hu-n (magyarul)
- Hajmássy Ilona az Internetes Szinkronadatbázisban (magyarul)
- Hajmássy Ilona az Internet Movie Database-ben (angolul)
- Hajmássy Ilona a Rotten Tomatoeson (angolul)